# Păstorel Teodoreanu
Păstorel Teodoreanu (pseudonimul lui Alexandru Osvald Teodoreanu; n. 30 iulie 1894, Dorohoi, Dorohoi, România – d. 17 martie 1964, București, România) a fost poet, avocat, scriitor, publicist, epigramist, gastronom și iubitor de vinuri român, membru de seamă al boemei ieșene și bucureștene, marcat în literatura română prin epigramele sale. Romanul său cel mai cunoscut este Hronicul măscăriciului Vălătuc, pe care criticul literar George Călinescu îl compara cu Gargantua și Pantagruel.
A fost fratele mai mare al romancierului Ionel Teodoreanu.

## Activitatea literară
Păstorel debutează ca epigramist în paginile Crinului (nr. 2 din 17 noiembrie 1919) iar cu versuri în săptămânalul Capitala al lui Ion Th. Florescu, apoi colaborează la mai multe reviste (Viața Românească, Versuri și proză, Însemnări literare, Adevărul, Adevărul literar și artistic, Gândirea, Lumea, Opinia, Contimporanul, Lumea literară și artistică, Bilete de papagal, România literară, Jurnalul literar, Revista Fundațiilor Regale, Universul literar, Vremea și la multe alte publicații, iar după a doua conflagrație mondială, la Lumea lui George Călinescu și mai târziu, la Magazin). Primul volum publicat a fost Hronicul măscăriciului Vălătuc, aducându-i scriitorului prețuirea unor critici prestigioși, precum Paul Zarifopol. Activitatea literară a continuat mai mult intermitent. În anii 1930 i-au apărut două volume de epigrame: Strofe cu pelin de mai pentru/contra Iorga Neculai și Vin și apă, trei cărți de proză: Mici satisfacții, Un porc de câne și Bercu Leibovici și două volume de publicistică diversă, sub genericul Tămâie și otravă. Poeziile apar în volumul Caiet din 1938. A scris în colaborare cu Adrian Maniu basmul dramatizat Rodia de aur, publicat în revista Viața Românească în anul 1920 și jucat în stagiunea din același an pe scena Teatrului Național din Iași,
pus în scenă la Teatrul Național din București, în stagiunea 1929/1930. În anii 1957, 1966 și 1989 au apărut antologii din proza sa, iar în 1972 un volum antologic de „Versuri”. În anul 1973 apare volumul postum „Gastronomice”, reeditat în 2000.
Opera lui Al. O. Teodoreanu a circulat și oral, iar în timpul regimului comunist chiar clandestin. După 1989, epigramistul a fost redescoperit, mai ales cu acele versuri celebre prin opoziția spirituală față de ordinea de lucruri din regimul comunist. Din păcate, unele dintre textele ce i se atribuie, mai mult vulgare decât spirituale, nu îi aparțin, iar altele circulă în mai multe variante care nu îi mai pot fi atribuite.
Al. O. Teodoreanu a tradus  în limba română - în colaborare cu Jean Grosu - romanul Peripețiile bravului soldat Švejk de Jaroslav Hašek, publicat în 1956. Textul acestei traduceri a fost republicat de mai multe ori, bucurându-se de un deosebit succes. 

### Gurmand și iubitor de vinuri
A scris și un Tratat despre vinuri, coniacuri și tehnica degustării acestora, care din păcate, rămânând doar în manuscris, este astăzi considerat pierdut. Pasiunea sa de gurmand și iubitor de vinuri se baza pe calitățile sale gustative remarcabile. Este îndeobște cunoscut faptul că Păstorel era chemat adesea să arbitreze dispute în domeniul degustării, identificării și categorisirii produselor obținute din struguri, adică vinuri și coniacuri. Calitățile sale gustative și experiența deosebit de variată și complexă pe care o avea în degustarea vinurilor românești, în special, îl făcea capabil să identifice nu numai soiul de vin, podgoria și anul fabricației, dar și alte amănunte, cum ar fi orientarea geografică a locului pe care se găsea via din care se fabricase vinul, cât de pur era acesta (în sensul folosirii unei singure varietăți precum Muscat Otonel), regimul pluvial al anului respectiv în locul unde se găsea via etc.

## În anii comunismului
A fost arestat în perioada comunismului de către Securitate care, la interogatorii, i-a cerut să divulge pozițiile  prietenilor săi față de regimul politic iar el a informat Securitatea despre lipsa aparentă de loialitate a Mariei Tănase.

## Opera
- Hronicul măscăriciului Valatuc  București, (1928); ediția II, București, 1930; ediție îngrijită și prefață de Titus Moraru, Cluj, 1972; ediție îngrijită și postfață de Gheorghe Hrimiuc, Iași, 1989; ediție îngrijită și postfață de Petre D. Anghel, București, 1992;
- Trei fabule, București, (1928)
- Rodia de aur, București, (1929)
- Mici satisfacții, cu un portret de Ștefan Dimitrescu, București,(1931)
- Strofe cu pelin de mai contra Iorga Neculai. Cu o scrisoare inedită de la Dante Alighieri, cu ilustrații de Ion Sava și gravuri de Teodor Kiriacof, Iași,(1931)
- Un porc de câne (1933), București, 1933; ediție îngrijită de Petre D. Anghel, București, 1992;
- Tămâie și otravă (1934)-(1935), I-II, București; ediție îngrijită de Alexandru Ruja, Timișoara, 1994;
- Bercu Leibovici (1936), București; ediția II, București, 1942;
- Vin și apă (1936), cu ilustrații de Ion Anestin, București;
- Caiet (1938), București;
- Berzele din Boureni (1957), prefață de Savin Bratu, București;
- Versuri (1972), ediție îngrijită de Ilie Dan, prefață de D.I. Suchianu, introducere de Ion Rotaru, București;
- Gastronomice (1973), ediție îngrijită de Grigore Damirescu și Valentin Borda, postfață George Muntean, București;
- Inter pocula (1973), ediție îngrijită și prefață de Titus Moraru, Cluj;
- De re culinaria (1977), ediție îngrijită de Rodica Abrudan-Pandele și Aristița Avramescu, București;
- Epigrame și alte rime vesele (1997), ediție îngrijită de Rodica Pandele, prefață de Alexandru Paleologu, București;
- Păstorel și corespondenții săi (1998), ediție îngrijită de Rodica Pandele, București;
- Pahare și săgeți (2003), ediție îngrijită și prefață de Ilie Dan, Iași.

## Referiri la Păstorel Teodoreanu
- Despre Păstorel: Un cavaler al spiritului - Păstorel. Unul din cei trei cavaleri ai spiritualității românești
- În madrigalul lui Mircea Ionescu Quintus, se sintetizează prețuirea unanimă:

"Să-nchinăm paharul/ Pentru Păstorel/ N-a fost nici Cotnarul/ Mai spumos ca el"